# Кимарите
Кимарите (決まり手 кимари-те) са победните техники в сумото.
При всяка сумо схватка по време на голям турнир (хонбашо) реферът гьоджи преценява и обявява каква техника е използвал победителят. Възможно е макар и рядко страничните съдии шимпан да променят решението му.
Понастоящем Японската Сумо Асоциация определя осемдесет и два вида кимарите , от които обикновено се използват десетина. Често използвани например са йорикири, ошидаши и хатакикоми.

## Кихонвадза 基本技
Основни техники. Това са някои от най-често използваните техники в сумото.

#### Абисетаоши 浴せ倒し
От позиция на захват атакуващият стоварва цялата си тежест върху противника като по този начин го събаря по гръб. (хвърляне, чрез натиск назад)

#### Ошидаши 押し出し
Изблъскване на противника извън дохьото без захват на мавашито му. Ръцете трябва да са в постоянен контакт с атакувания за разлика от цукидаши. (фронтално изблъскване)

#### Ошитаоши 押し倒し
Събаряне на противника извън дохьото (противникът пада на земята извън дохьото вместо да стъпи извън него) без захват на мавашито. Ръцете на атакуващия са в постоянен контакт с противника при блъскането. (фронтално събаряне)

#### Цукидаши 突き出し
Изблъскване на противника назад извън дохьото с единично или серия от блъскания с ръце без постоянен контакт с тялото на противника. (фронтално изблъскване)
Обикновено е в резултат на цупари – серия много бързи, къси и яростни удари с отворена длан последователно с двете ръце като същевременно се правят и малки крачки напред.

#### Цукитаоши 突き倒し
Събаряне на противника назад с мощен удар извън дохьото. Противникът пада извън ръба на дохьото често върху публиката. (фронтално събаряне)
Най-често е в резултат от интензивна обмяна на цупари. В резултат тялото на единия сумист е силно огънато назад, което дава възможност на атакуващия да го събори назад или настрани.

#### Йорикири 寄り切り
Изтласкване на противника извън дохьото при постоянен захват на мавашито. (фронтално изтласкване)
Една от най-често използваните, но и много високо ценена техника, тъй като демонстрира пълен контрол върху противника.

#### Йоритаоши 寄り倒し
Подобно на йорикири атакуваният бива изтласкан назад при постоянен захват върху мавашито, но под силата на атаката рухва по гръб на земята. (фронтално смачкване).

## Нагете 投げ手
Хвърляния.

#### Иппондзеои 一本背負い
Подобна на едноименната техника от джудо. Атакуващият захваща с две ръце едната ръка на противника и го хвърля през рамото или хълбока си. (хвърляне през рамо).

#### Какенаге 掛け投げ
Атакуващият усуква крака си около крака на противника от вътрешната му страна и чрез него повдига и хвърля противника на земята. (хвърляне с кука от вътрешната част на бедрото).

#### Кошинаге 腰投げ
С навеждане и издърпване на противника върху хълбока си, атакуващият хвърля противника си по гръб. Може да се изпълни и с вътрешен и с външен захват. (хвърляне през хълбок).

#### Котенаге 小手投げ
Атакуващият обхваща с една ръка изпънатата ръка на противника над рамото и я заключва към тялото, използвайки ръката на противника като лост за хвърляне без захват върху мавашито. На практика това е болезнен ключ върху лакътя, поради което обикновено атакуваният прекратява всякаква съпротива пред риска от тежки травми. Често се използва в защита като последно усилие на ръба на дохьото, като атакуваната ръка е със захват върху мавашито на атакуващия. (хвърляне с ключ на лакътя)

#### Кубинаге 首投げ
Атакуващият обхваща главата или врата на противника си и го хвърля със завъртане по гръб или на страна. Идентични техники съществуват в почти всички спортове, позволяващи хвърляне със захват.(хвърляне с ключ на главата).

#### Ничонаге 二丁投げ
Атакуващият поставя крака си пред едноименния крак на противника обикновено при коляното, като същевременно се извърта странично почти с гръб към него. Следва покосяващо движение с крака, съпроводено с дърпане напред, в резултат на което противникът е хвърлен на земята. (body drop throw).

#### Шитатедашинаге 下手出し投げ
Изпълнява се с вътрешен захват (захват на мавашито с ръка под ръката на противника), извъртане и едновременно дърпане напред и настрани с ръката, осъществила захвата. (хвърляне изпод рамо с издърпване).

#### Шитатенаге 下手投げ
Изпълнява се с вътрешен захват извъртане и дърпане право надолу. (хвърляне изпод рамо) Една от най-често използваните техники за хвърляне.

#### Сукуинаге 掬い投げ
Атакуващият изпъва ръката си под подмишницата на противника зад гърба му като същевременно се извърта, осъществявайки хвърляне без захват на мавашито. (хвърляне от рамо без захват).

#### Цукаминаге つかみ投げ
Изпълнява се с външен захват (над ръката на противника). Атакуващият издърпва противника към себе си и настрани, повдигайки го изцяло над земята в почти хоризонтално положение, след което го хвърля. (хвърляне с повдигане) За разлика от почти всички други хвърляния в сумото, тук движението е от дясно надясно и от ляво наляво. При захват с дясна ръка например, хвърлянето е надясно, докато при повечето хвърляния с дясна ръка опонентът се хвърля наляво.

#### Уватедашинаге 上手出し投げ
С външен захват атакуващият издърпва противника напред и надолу и с едновременно извъртане го хвърля на земята. Дърпането напред определя разликата с уватенаге. (хвърляне с външен захват и дърпане).

#### Уватенаге 上手投げ
С външен захват и извъртане атакуващият хвърля противника си на земята под остър ъгъл. (хвърляне с външен захват). Една от най-често използваните техники за хвърляне.

#### Ягуранаге 櫓投げ
Атакуващият прикляка и подпира с коляно вътрешната страна на бедрото на противника. Следва повдигащо движение с ръка захваната върху мавашито от същата страна и едновременно повдигане на крака на противника с коляното. Комбинацията от двете хвърля противника настрани върху земята. (хвърляне с вътрешната част на бедрото).

## Какете 掛け手
Спъвания.

#### Ашитори 足取り
Атакуващият сграбчва крака на противника с две ръце и го повдига, събаряйки го на земята. (сграбчване на крак).

#### Чонгаке ちょん掛け
Спъване с пета от вътрешната страна на петата на противника, съпроводено с бутане или дърпане на ръката от същата страна. (спъване с пета с дърпане)

#### Кавадзугаке 河津掛け
Атакуващият усуква крака си около крака на противника от вътрешната страна и използвайки го като кука издърпва крака на противника, придържайки горната част на тялото му. „Самоубийствена“ техника, тъй като е почти невъзможно атакуващият да запази равновесие. (hooking backward counter throw)

#### Кекаеши 蹴返し
Спъване с ритник от вътрешната част на стъпалото на едноименния крак на противника. Обикновено е съпроводено с дърпане или плясване по гърба на противника когато той губи баланс. (minor inner foot sweep)

#### Кетагури 蹴手繰り
Веднага след началото на схватката атакуващият се отмества встрани и рита или подсича крака на опонента от вътрешната страна, като същевременно го плясва по рамото или дръпва ръката му. (подсечка с глезен и дърпане)

#### Кирикаеши 切り返し
Атакуващият прави дълбока стъпка напред поставяйки коляното си зад крака на противника и го използва като опора, през която да прехвърли противника си назад и настрани.

#### Коматасукуи 小股掬い
Обикновено се използва след опит за уватенаге или шитатенаге. Докато противникът се опитва да предотврати хвърлянето като прави широка крачка напред, атакуващият обгръща бедрото му отгоре със свободната си ръка. Следва дърпане на бедрото нагоре и хвърляне на противника.
(хвърляне със загребване през бедрото)

## Хинерите 捻り手
Twist down techniques.

#### Йобимодоши 呼び戻し
Атакуващият придърпва противника си с ръката, с която е осъществил вътрешен захват. Използвайки реакцията на противника атакуващият отпуска захвата и с обърната надолу длан повдига противника, отлепяйки го от земята. Силова техника възможна само при голяма разлика в теглото. (хвърляне с придърпване).

## Хивадза 非技
Непредизвикани грешки: Това са пет начина за победа без прилагане на техника.

#### Фумидаши 踏み出し
Противникът стъпва случайно назад извън кръга на дохьото без да е атакуван. (стъпка назад и навън).

#### Исамиаши 勇み足
По време на атака кимарите противникът стъпва твърде далеч напред извън кръга на дохьото. (стъпка напред и навън)

#### Кошикудаке 腰砕け
Противникът пада назад без да е атакуван. (падане по невнимание).

#### Цукихидза つきひざ
Противникът се спъва и пада на колене, преди да е осъществен контакт с победителя. (докосване на земята с коляно).

#### Цуките つき手
Противникът се спъва и пада на ръце, преди да е осъществен контакт с победителя. (докосване на земята с ръце)